# 한남규 (일진회)
한남규(韓南奎, 1874년 음력 1월 4일 ~ ?)는 대한제국 말기에 일진회 회원으로 활동했던 인물이다.

## 생애
1902년 농상공부 주사를 지낸 대한제국의 관료였다. 1904년 친일단체 일진회가 결성된 후 일진회의 함경남도 지부회장을 맡았고, 일진회 평의원도 지냈다. 러일 전쟁 때는 함경남도 지부회장으로서 일진회장 이용구가 결성한 북진수송대에서 활동하여, 1908년 일본이 러일 전쟁에서 일본군을 돕거나 간첩 활동을 수행한 조선인들에게 훈장을 서훈했을 때 훈7등 서보장을 받았다.
러일전쟁 승리 이후 일본이 통감부를 통해 친일 인사들을 지방 관료로 임명하면서 한남규도 1906년 함경남도 명천군의 군수가 되었다. 1907년에는 함경남도 관찰사로 승진하는 동시에 함경남도 세무감과 재판소 판사를 겸임했다.
1909년 일진회가 세운 대한노동회의 총무원을 맡았고, 한일 병합 조약이 체결된 후인 1911년에는 함경남도 도참사에 임명되었다.
1910년 일진회가 해산될 때 일본 정부에서 내려준 해산금 600원을 받았다. 일진회원 중 전체 5위에 해당하는 금액이다. 1934년 일본의 흑룡회가 일한합방기념탑을 세우면서 합방 공로자라는 이름으로 석실에 봉납했다.

## 사후
- 2006년 친일반민족행위진상규명위원회가 발표한 친일반민족행위 106인 명단에 포함되었다. 2008년 발표된 민족문제연구소의 친일인명사전 수록예정자 명단에도 들어 있다.

## 같이 보기
- 일진회
- 북진수송대

## 참고자료
- 친일반민족행위진상규명위원회 (2006년 12월). 〈한남규〉 (PDF). 《2006년도 조사보고서 II - 친일반민족행위결정이유서》. 서울. 814~820쪽쪽. 발간등록번호 11-1560010-0000002-10. 2007년 10월 8일에 원본 문서 (PDF)에서 보존된 문서. 2007년 9월 1일에 확인함.